# نائوکی مائدا (آهنگساز)
نائوکی مائدا (انگلیسی: Naoki Maeda؛ زادهٔ Toyonaka, Osaka) موسیقی‌دان، آهنگساز، تنظیم اهل ژاپن است. وی از سال ۱۹۹۶ میلادی تاکنون مشغول فعالیت بوده‌است.